# Nick St. Nicholas
Nick St. Nicholas, född Klaus Karl Kassbaum, 28 september 1945 i Plön, Tyskland, är en basist som är mest känd som medlem i Steppenwolf 1968-1970 och 1976-1980.